# 挑战者号航天飞机灾难
“挑战者号”航天飞机灾难是在1986年1月28日发生的美国载人航天项目重大致命事故，“挑战者号”航天飞机在起飞73秒后解体，七名航天员全部遇难。該任务代号為“STS-51-L”，是“挑战者号”轨道器第10次和航天飞机第25次飞行，乘组原定部署通信卫星并在轨道飞行期间研究哈雷彗星。协调世界时16点39分，太空船在距佛罗里达州卡纳维拉尔角不远的大西洋上空解体。
事故原因是用于密封右侧固体助推器的O形環失效，橡胶弹力因发射时创历史新低的气温受限，導致O形环密封效果不佳。航天飞机起飞后不久高温燃烧气体泄露并烧穿旁边的燃料外储箱，进而导致右侧固体助推器末端部件脱离和外储箱结构故障。太空船爆炸后，包括乘组舱在内的整个轨道器在气动力下四分五裂。
当局经三个月搜寻在海底找到乘组舱及航天飞机其他部分。乘组丧生的确切时间无从考证，确信“挑战者号”解体时部分人员尚未死亡，但轨道器设计根本没有逃生功能，乘组舱以終端速度冲向海面，如此猛烈的撞击下根本不可能幸存。
事故导致航天飞机计划中断32个月，罗纳德·里根总统成立罗杰斯委员会调查。委员会谴责美国国家航空航天局的组织文化和决策过程导致該次事故。早在1977年就有测试数据表明固体助推器的O形环可能引发致命缺陷，但航空航天局和生产固体助推器的赛奥科公司都没有采取有效措施。航空航天局管理人员对工程师對低温发射风险的警示置若罔闻，且未有向上级汇报。航空航天局事后成立安全与任务保证办公室负责解决安全问题，商用卫星由原来的载人轨道器部署改为一次使用运载火箭发射。联邦政府1986年批准建造“奋进号”航天飞机接班，1990年建成并在两年后首飞。航天飞机任务从此采用重新设计的固体助推器，乘组在飞升和再入期间需着压力航天服。

## 背景

### 航天飞机
航天飞机是美国国家航空航天局运作的近地轨道航天器，有一定重复使用空间:5, 195。1981年4月首飞后:III–24，航天飞机主要用于在轨研究:III–188和部署商用:III–66、军用:III–68、科学装备:III–148。轨道器包含乘组和各种装备，与外储箱和两枚固体助推器一起发射:363。轨道器可重复使用，是垂直发射后滑翔降落的有翼飞行器:II-1。航天飞机计划共制造五架轨道器:5，由结构测试品改装的“挑战者号”是第二架:I-455。乘组任务期间无论工作还是休息都在轨道器乘组舱:II-5。轨道器尾部装有三台航天飞机主发动机，在发射时提供推力:II-170。进入太空后，乘组利用机尾两台轨道机动系统小发动机机动:II-79。
航天飞机发射时，轨道器与容纳主发动机燃料的外储箱连接:II-222。外储箱包括装液氢的大箱和装液氧的小箱，主发动机运作时缺一不可:II-222, II-226。燃料耗尽后外储箱与轨道器分离并于再入大气层时解体，碎片落入印度洋或太平洋:II-238。
赛奥科建造的两台固体助推器与外储箱相连，在航天飞机起飞时点火并持续两分钟:II-222，提供爬升时大部分推力:9–10。助推器耗尽燃料后与轨道器分离，打开降落伞并落入大西洋:II-289。航空航天局搜救组找到固体助推器并送回肯尼迪航天中心，经拆卸后零件可在未来航天飞机任务沿用:II-292。固体助推器在犹他州工厂分四个部分建好后运到肯尼迪航天中心，在航天器裝配大樓用三套柄脚与U形夹现场安装接头组装，连接位置上端是柄脚，与下端的U形夹配合。每个接头在固体助推器外围用两个橡胶O形环密封，横截面直径7.1毫米。:48O形环必须完美密封，确保固体助推剂燃烧产生的高温高压气体不外泄，这样固体助推器才能满足载人任务要求:24:420。两个O环型旨在形成双孔密封，四大部件之间的空隙以油灰填充。如此设计意在马达运转时压缩间隙内空气，对密封面形成压力。O形环在固体助推器关键项目清单属临界1R级，表明O形环故障可能导致航天器毁坏、人员丧生，但配备两个O形环相当于加多一层保险。:126

### O形环风险

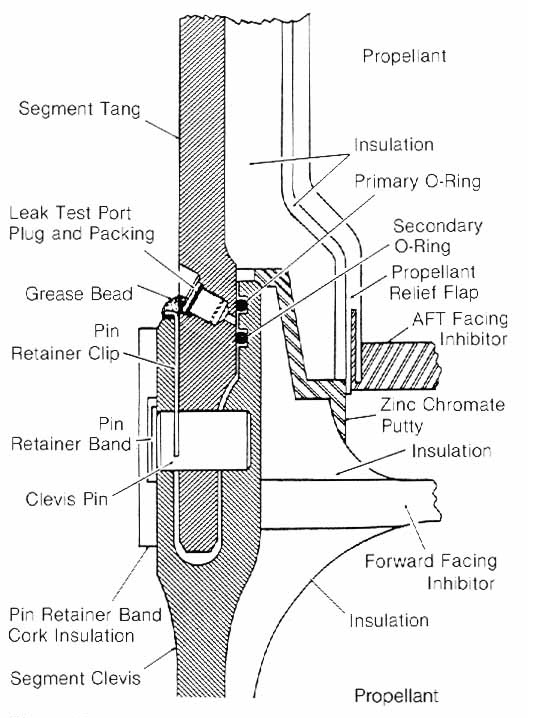
原版固体助推器现场安装接头横截面图

20世纪70年代初的固体助推器设计评估和现场安装接头测试表明，配合件之间公差很大，O形环不会压缩，而是在密封位呈挤压状态。航空航天局工程人员担心挤压可能存在隐患，但该局和赛奥科最后认定可以接受。:122–1231977年模拟发射时的内部压力测试表明节点旋转达1.3毫米之多，节点旋转说明接头柄脚和U形夹弯曲并分离，会降低O形环受压，削弱密封效果，可能导致燃烧气体侵蚀O形环:123–124。航空航天局工程人员建议重新设计现场安装接头，在O形环周围增加垫片，但未獲正視:124–125。1980年，航空航天局核查与认证委员会要求测试4到32摄氏度时只用单个O形环是否还能保证接头密封与完好，但航空航天局项目主任认定现有测试水平已经足够，无需进一步检测。1982年12月更新的固体助推器关键项目清单显示如果发生接头旋转，第二O形环不一定能保证密封，故不能为主O形环提供保险。O形环改为临界1级，去掉代表“冗余”的字母“R”，即两个O形环也不存在冗余保险。:125–127:66
1981年11月，STS-2的右侧固体助推器首先在飞行时发生O形环侵蚀:126。1984年8月，航空航天局在检查STS-41-D左侧固体助推器时发现两个O形环间的烟灰，说明侵蚀已经突破主O形环。第二O形环尚未受损，但上述发现足以证明主O形环不能保证密封效果，高温气体仍可通过。侵蚀尚不足以影响O形环密封，调查人员认为是点火时压力不均才把烟灰吹到两个O形环之间。:130:39–421985年1月STS-51-C发射时气温17摄氏度，创下航天飞机发射史上新低，经计算O形环应该只有12摄氏度。事后分析表明两枚固体助推器的主O形环均有侵蚀。赛奥科工程人员断定低温令O形环弹力受限，影响现场安装接头密封效果，导致高温气体和油灰穿过主O形环。:471985年所有航天飞机任务只有STS-51-J的O形环未侵蚀，STS-51-B的两个O形环都发生侵蚀:131:50–52, 63。
为纠正O形环侵蚀问题，艾伦·麦克唐纳和罗杰·博伊斯乔联同赛奥科其他工程人员提议重新设计现场安装接头，增加金属边缘限制接头活动，还建议新增垫片加强热保护并改用横截面加大的O形环:67−69。赛奥科1985年7月订购重新设计的固体助推器外壳，打算沿用已经造好的外壳直到第二年新设计出台:62。

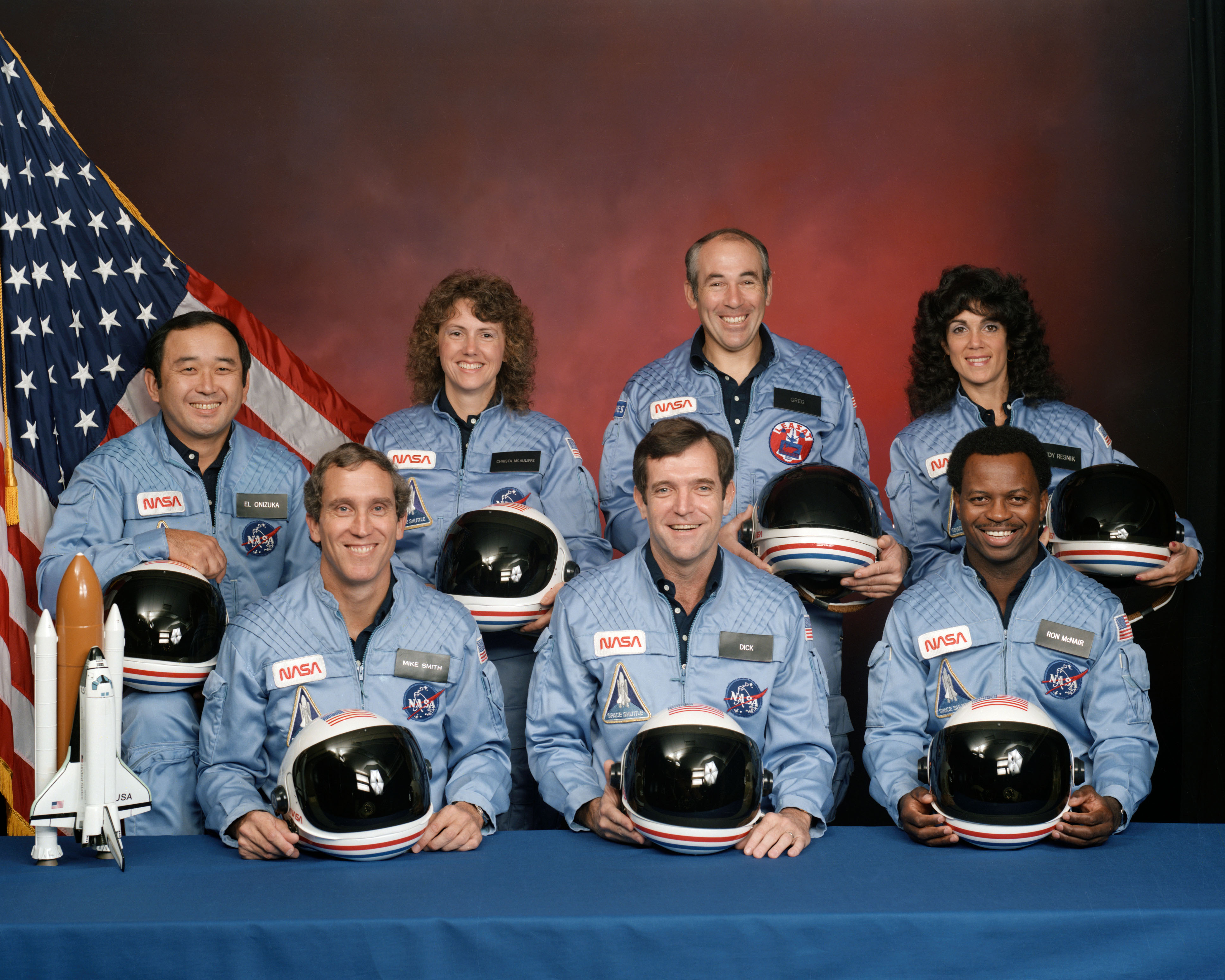
STS-51-L乘组：（前排左起）史密斯、斯科比、麦克内尔；（后排左起）鬼塚承次、麦考利芙、贾维斯、蕾斯尼克

### 航天飞机任务
STS-51-L是航天飞机史上第25次飞行和“挑战者号”第10次飞行:6。乘组名单1985年1月27日公布，指令长迪克·斯科比带领驾驶员迈克尔·约翰·史密斯，任务专家鬼塚承次、朱迪斯·蕾斯尼克、罗纳德·麦克内尔，装备专家格里高利·賈維斯和克里斯塔·麦考利芙，其中贾维斯计划为休斯飞机公司开展研究，麦考利芙是太空教师计划成员:10–13。
乘组此行的主要任务是用惯性上面级部署跟踪和数据中继卫星TDRS-B，用于和同类卫星协作来与轨道器不间断通信。乘组还计划研究经过太阳附近的哈雷彗星，:III-76部署并回收SPARTAN卫星。
任务原计划1985年7月开始，推迟到11月后又延至1986年1月:10，还从22日推到28日。

## 决定发射
天气预报表明1月28日的气温会创下航天飞机发射史上新低:47, 101，夜间降至零下8摄氏度，早上六点零下6摄氏度，计划发射的上午9点38分也只有零下3摄氏度:87:96。以往在气温更高的天气发射都曾出现O形环侵蚀，赛奥科工程人员担心如此低温对固体助推器O形环密封效果不利:101–103。馬歇爾太空飛行中心肯尼迪航天中心办公室主任塞西尔·休斯顿1月27日晚召开电话会议讨论发射安全问题。赛奥科工程人员说明上述担忧，担心橡胶O形环的弹力随气温下降，导致航天飞机发射时无法挤压形成密封。:97–99工程师指出，此前发射航天飞机时最低气温也有12摄氏度，没有足够数据判断气温更低时O形环密封效果如何:105–106。赛奥科工程副总裁罗伯特·隆德、太空助推器项目副总裁乔·基明斯特建议在气温回升到12摄氏度以上再发射:107–108。

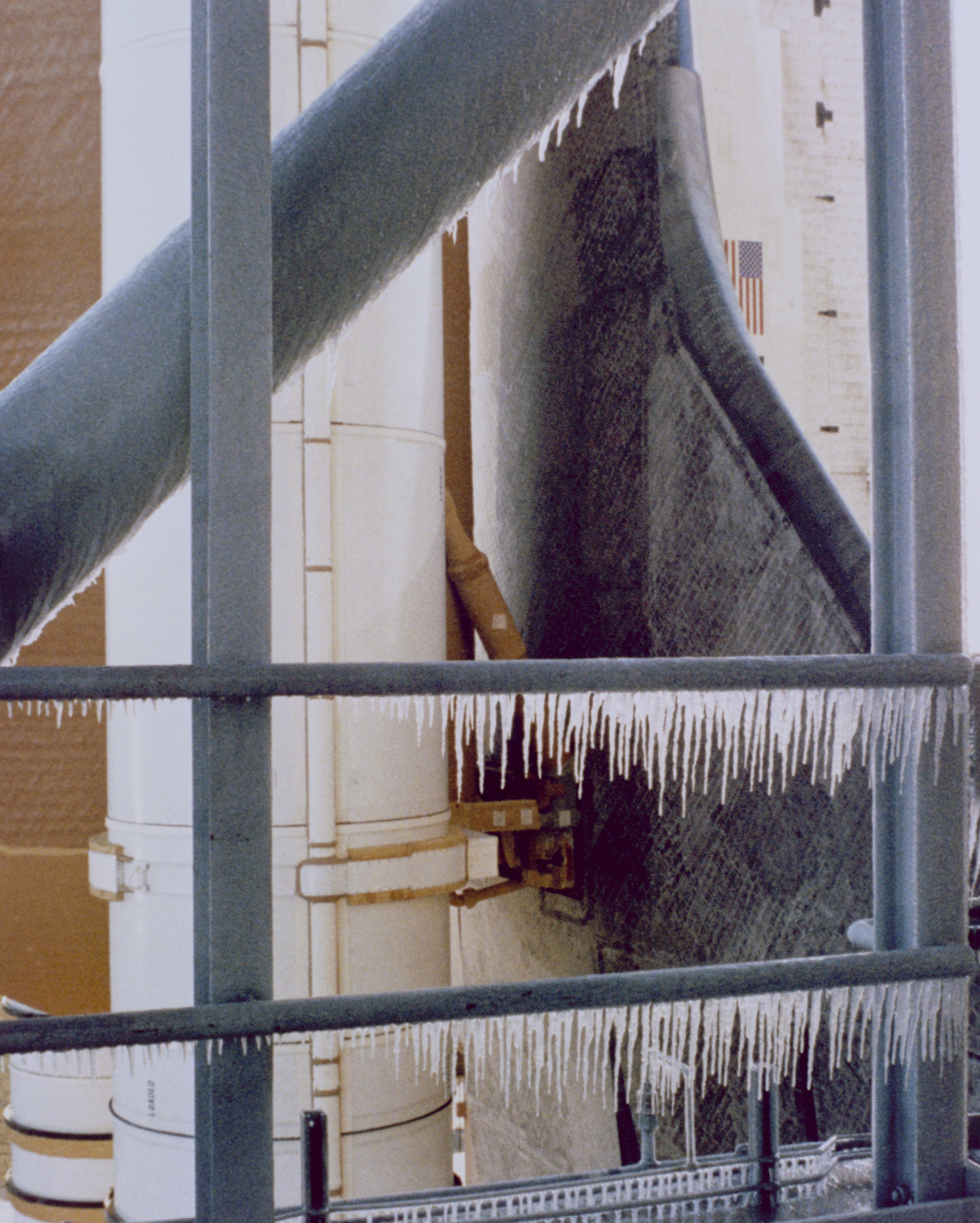
发射塔在“挑战者号”发射数小时前还大量结冰

电话会议休会以便赛奥科在线下讨论，会议恢复时该公司领导层改变立场，声称O形环失效证据不足，所谓故障或侵蚀的误差范围很大，决定继续发射，会议在赛奥科领导层提交发射建议后结束:97, 109。航空航天局固体助推器项目主任劳伦斯·马洛伊致电任务管理组长阿诺德·奥尔德里奇讨论是否发射和天气问题:3，但没提到前述O形环隐患，两人最后决定按期发射:99:116。
肯尼迪航天中心冰组在夜间测得左侧固体助推器为零下四摄氏度，右侧低至零下13摄氏度:111，但固体助推器温度不属发射标准条件，测量值没有汇报，仅用于工程数据:118。低温令固定发射台结冰，管道内一直有水缓慢流动来防止冻结。航天飞机即将发射，水不能完全排干，结果向下结成的冰延伸73米长。轨道器生产商罗克韦尔国际的工程人员担心发射时冰会猛烈掉落，伤及轨道器隔热系统或吸入发动机。罗克韦尔太空运输部主任罗科·佩特龙及下属认为冰的威胁很大，航天飞机此时发射很不安全。肯尼迪航天中心和林登·约翰逊太空中心工程人员向奥尔德里奇宣称冰不会威胁轨道器安全，后者决定按期发射。:115–118实际发射时间延迟一小时以便多融一点冰，冰组在发射前20分钟再度检查，显示冰的确在融解，“挑战者号”获许在美国东部时间上午11点38分发射，此时气温为2摄氏度:17。

## 发射与事故

### 起飞和爬升

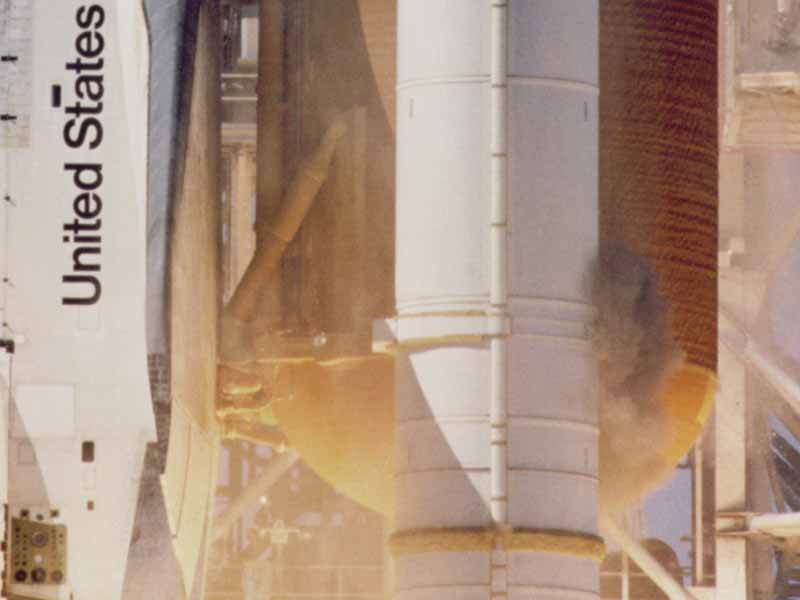
右侧固体助推器散发灰烟

协调世界时16点39分，美国东部时间11点38分，“挑战者号”航天飞机按时在肯尼迪航天中心39B号发射台升空:17:III–76。点火后0.678至3.375秒，右侧固体助推器尾部连接外储箱的支柱附近溢出九股深灰色烟雾:19:III-93。事后分析断定右侧固体助推器点火时，尾部安装接口发生接头旋转产生烟雾:136。接口温度太低，O形环无法密封。发射台此前的降雨很可能在接缝内累积，进一步影响O形环密封能力。炽热的气体通过并侵蚀O形环，推进剂燃烧生成熔化的氧化铝密封接头，形成临时屏障阻止热气和火焰继续逸出接头。:142航天飞机主发动机按计划时间调整燃料供应达成最大动压点:III–8–9。“挑战者号”点火37秒后遇到风切变，但没超出设计上限并由制导系统补偿:20。

### 羽流

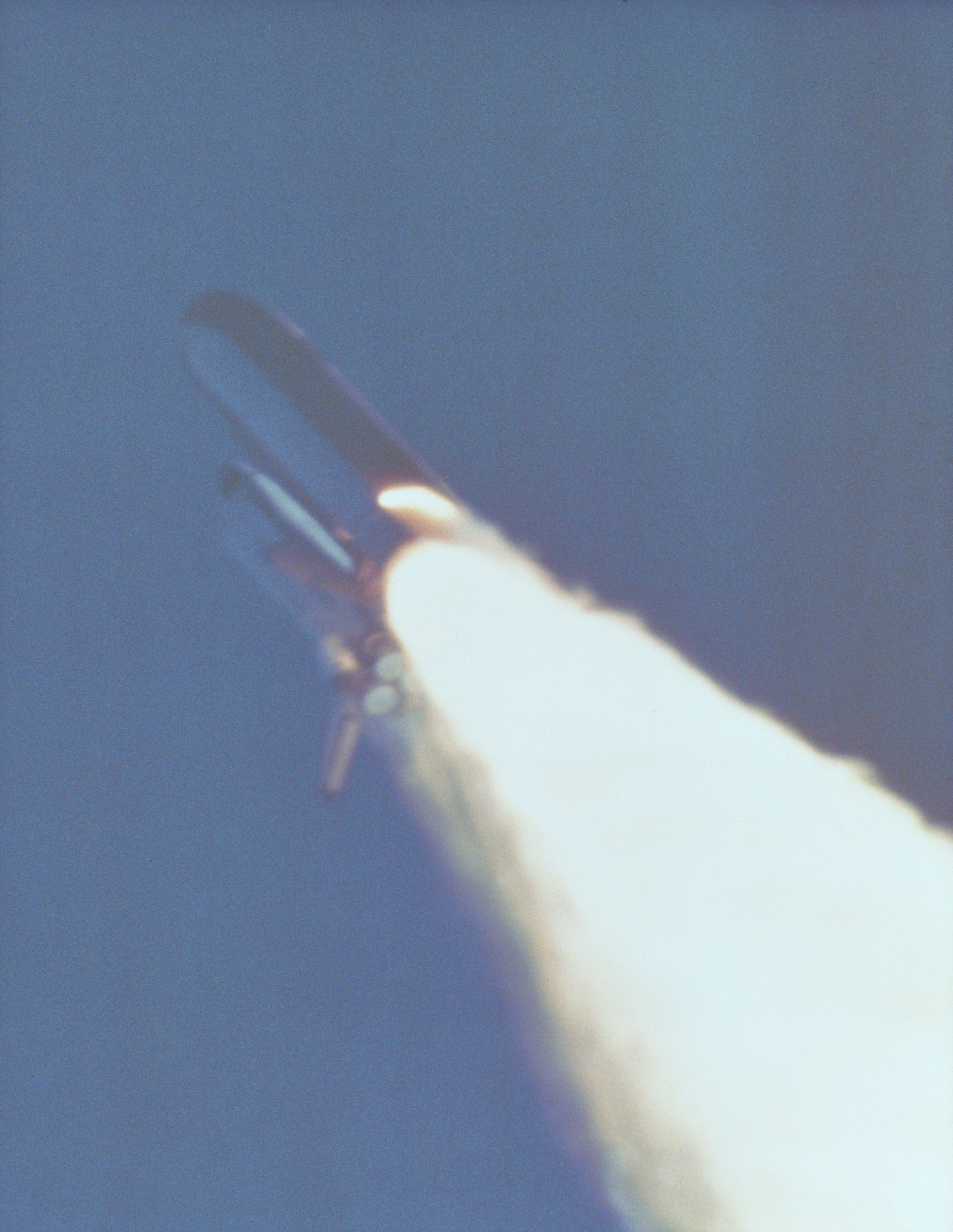
航天飞机点火后58.788秒，右侧固体助推器出现羽流

航天飞机点火后58.788秒，跟踪摄像机拍到右侧固体助推器尾部安装支柱附近开始涌现羽流，“挑战者号”随即在点火后59秒达到最大动压点。风切变与强烈气动力很可能导致代替腐蚀O形环起密封作用的氧化铝破损，火焰穿过接头:142。羽流出现不到一秒就变得非常清晰，孔洞扩大导致右侧固体助推器内部压力下跌。航天飞机点火后64.66秒，羽流形状变化表明外储箱液氢罐开始泄露。主发动机转动来补偿烧穿后泄露气体对轨道器意外形成的推力。外储箱液氢罐内部压力在航天飞机点火后66.764秒开始下降，表明固体助推器的火焰已烧穿罐体。从实时反应来看，乘组与地面飞行控制人员对上述异常毫不知情。航天器通讯员理查德·科维在点火68秒后告知乘组，主发动机可提升至104%的推力。斯科比回答：“收到，加速”；这是“挑战者号”最后的空对地通信。

### 解体
航天飞机点火后72.284秒，右侧固体助推器从连接外储箱的尾部支柱脱离，乘组感觉到横向加速。液氢罐压力此时开始下降，外储箱侧面出现大火球。驾驶员史密斯口称“啊喔”，这是乘组留下的最后通讯。液氢罐圆底在“挑战者号”点火后73.124秒爆炸，推力将罐体挤入液氧罐，右侧固体助推器同罐间结构碰撞，猛烈爆炸瞬间吞没外储箱和轨道器。以1.92马赫高速爬升的轨道器此时离地14公里，在猛烈气动力下四分五裂:21，两枚固体助推器与外储箱分离后尚未熄火继续乱飞，直到地面发射站安全主任在点火后110秒启动自毁功能:30。

### 地面控制人员反应

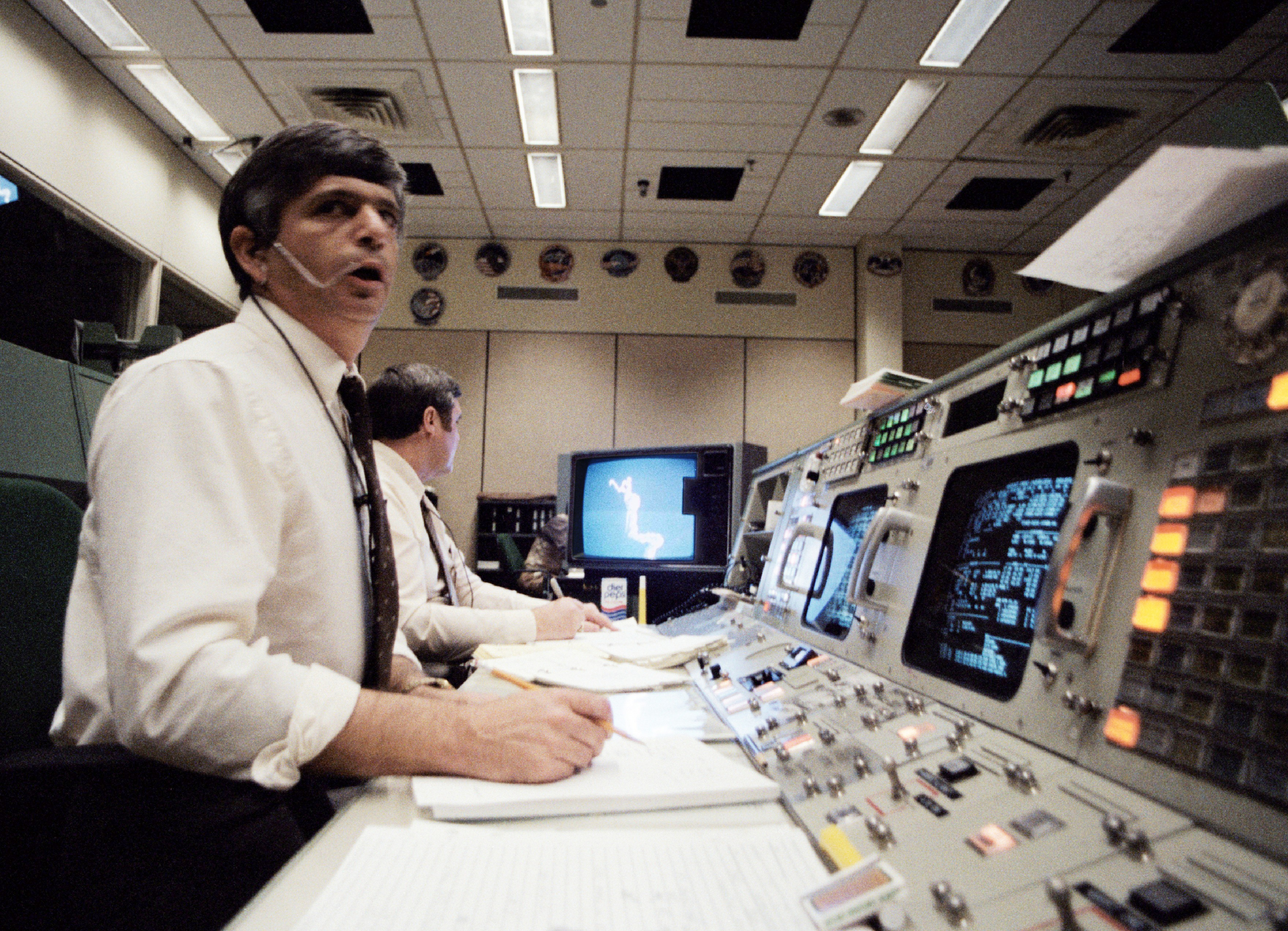
“挑战者号”解体后坐在控制台前的杰伊·格林

航天飞机解体之际，空对地通讯在任务启动后73.191秒发出静电声，事后分析认定是地面无线电搜索被毁航天器信号时产生。航空航天局公共事务官员史蒂夫·内斯比特还不知道“挑战者号”爆炸，继续宣读飞行信息。点火后89秒，地面任务控制中心已经看到爆炸画面，地面控制官员在无法收到航天飞机传送信号后汇报：“失去联络，下行链路中断”。
内斯比特此时言道：“飞行控制人员正仔细检查，显然发生重大故障，下行链路中断。”不久他又称：“飞行动力学官员汇报航天飞机爆炸，飞行指导确认。我们正同搜救部门核实，了解现阶层还能采取什么措施。”
任务控制中心飞行指导杰伊·格林下令启动应急预案，具体措施包括封锁门禁、关闭电话通讯、冻结计算机终端以便收集数据:122。

### 死因与死亡时间

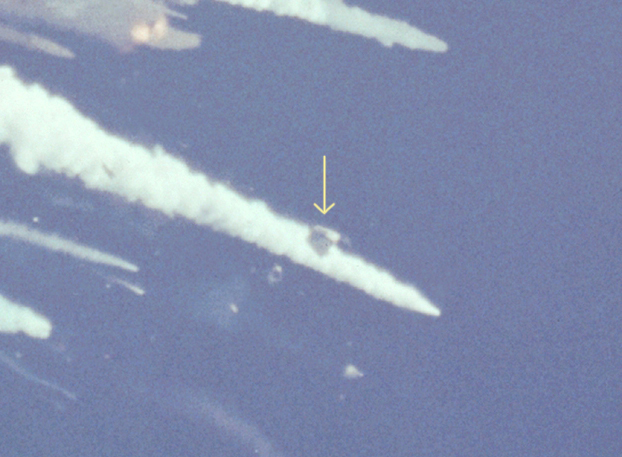
箭头指向解体后的机身前端

乘组舱采用强化铝制造，与轨道器其他部分断开时基本保持完整，随后沿弹道弧线继续爬升，在爆炸后约25秒到达最高点，离地20公里。分离时舱体最大加速度估计在12〜20倍重力，随后在2秒内降至4倍，10秒内便开始自由落體。上述阶段力道可能还不致重伤乘组。
史密斯和另外2名身份不明（只能确定不是斯科比）航天员的个人外出空气袋启动，说明轨道器解体后尚有乘组存活且未晕迷:246。个人外出空气袋不适合在飞行时使用，航天员也未接受在飞行遇到紧急情况时使用该设备的训练。史密斯的设备激活开关位于本人座椅背面，表明很可能是由蕾斯尼克或鬼塚承次打开。事后调查发现各人袋内空气余量与预期相符，说明解体后航天员用袋内气体呼吸。:245–247
调查人员检查残骸时发现，史密斯右侧面板有几个电气开关与通常发射前的状态不符，使用这些开关前必须解除上面的杆杠锁。事后测试表明爆炸力或掉进大海的冲击力都不可能解除杆杠锁，说明是史密斯操作开关，估计是在乘组舱脱离轨道器后想恢复供电。:245
1986年7月28日，航空航天局太空飞行副局长、前航天员理查德·特鲁利公布天空實驗室2號航天员兼医生约瑟夫·科文起草的乘组死亡报告，文中表示无从得知乘组舱掉进大海前是否失压，所以无法判断乘组当时是否还保持清醒。个人外出空气袋只能供应未加压空气，一旦失压，乘组很快就会昏迷。如果没有失压，乘组可能一直清醒到撞上海面。航天飞机解体2分45秒后，乘组舱以高达333公里时速撞击海面，估计减速度达200倍重力，远超乘组舱结构极限，人员绝无生还可能。快速失压会导致中层甲板的地板扭曲或撕裂，打捞上来的残骸没有这种情形，但装载设备的损伤情况又与减压相符，两扇前窗之间所嵌碎片可能引起失压。撞击海面对乘组舱的破坏太过严重，已经无法准确判断此前的破坏是否足以导致减压。

### 乘组逃生可能
航天飞机与其他载人航天器不同，动力飞行期间乘组无法逃生。开发人员曾考虑增加发射逃生功能，但航空航天局断定航天飞机非常安全可靠，根本不需要逃生系统。:181航天飞机前四次轨道试飞均为两名乘组提供改装的SR-71黑鳥式偵察機彈射椅和全套增压服，但后来的航天飞机任务不再沿用直至拆除:II-7。正式运营飞行阶段的逃生方案往往非常复杂、成本高昂而且大幅加重轨道器，最终均未实施:181。“挑战者号”失事后，航天飞机新增滑翔阶段乘组逃生功能，但对爬升阶段发生爆炸的情况仍然无能为力。

## 搜救与回收
航空航天局发射回收主任在爆炸发生后立即派两艘MV自由之星号前往航天器掉落海域搜救，并请求美国军方飞机和舰船协助。航天飞机爆炸后碎片四散飘落，为保安全搜救队在美国东部时间中午12点37分才获许进入撞击区，搜救规模到晚上19点已扩大到12架飞机和八艘舰船。找回轨道器与外储箱碎片后，海面作业在2月7日终止。
美国海军1月31日受命开展潜艇回收作业:5，优先回收右侧固体助推器，其次分别是乘组舱、剩余载荷、轨道器碎片、外储箱:16。2月8日保护者号救助船正式拉开搜寻工作序幕，队伍最后扩大到航空航天局、美国军方、独立承包商管理的16艘舰船:4–5。海面舰船用側掃聲納在水深21至370米的1670平方公里海域初步搜索:24，声纳作业共发现881处可能存在碎片的地点，其中187块碎片后确定来自“挑战者号”:24。

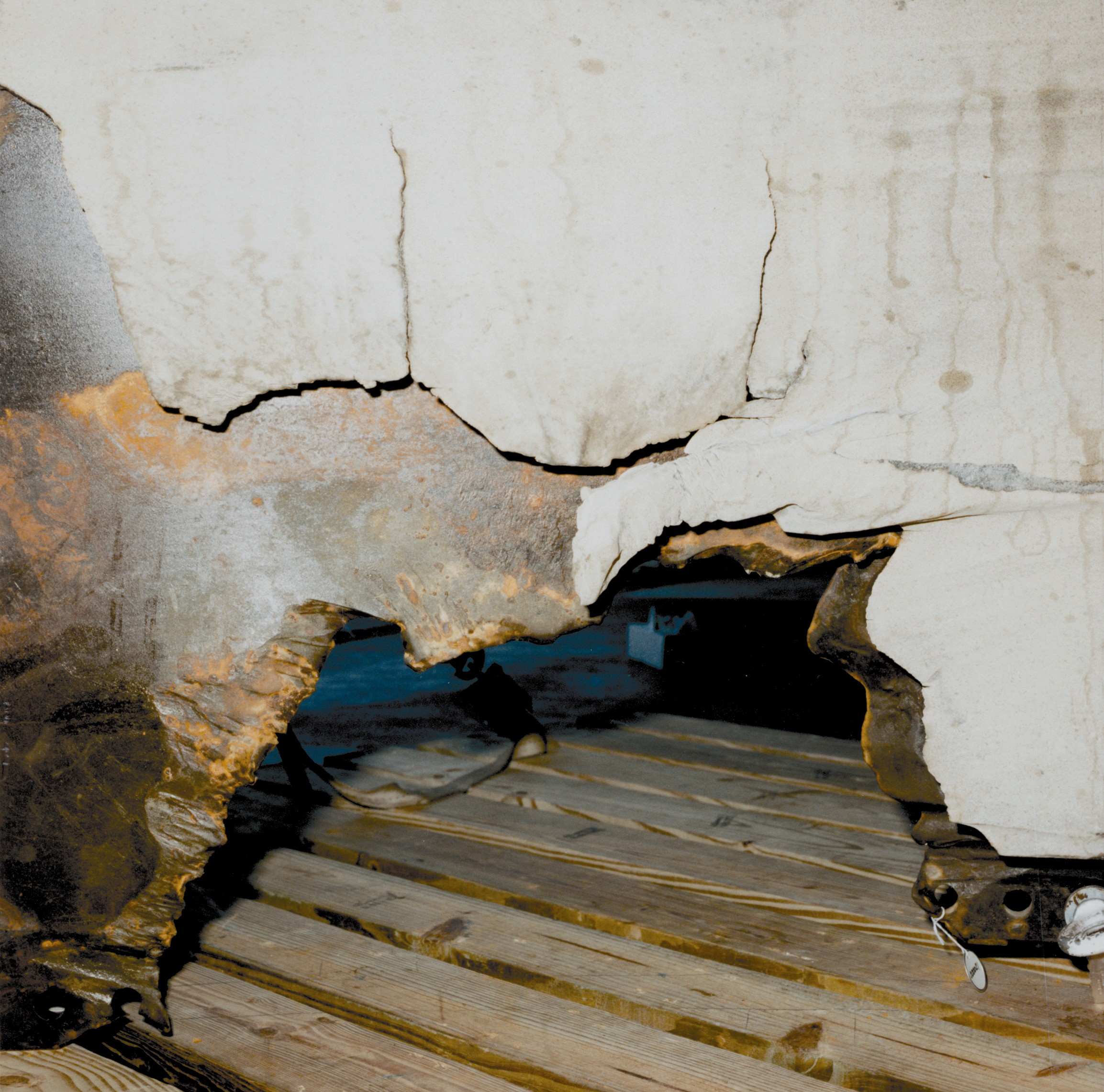
显现羽流烧穿孔洞的右侧固体助推器碎片

线型成型装药爆炸令固体助推器四下飞散且范围很大，识别与鉴定主要靠搜索阶段就派往潜在地点的载人潜艇和潜水器:32。技术潜水员与遥控水下运载装备为目标碎片连接必要吊索，方便起重机把碎片吊上水面舰船:37, 42。固体助推器的推进剂浸水后更容易挥发，构成安全威胁，故回收时需保持固体助推器部件潮湿，带上陆地后马上烧掉尚未用完的推进剂。3月1日声纳率先发现右侧固体助推器的故障接头，再经4月5日NR-1号潜艇潜至170米深观察、海联一号潜水器4月12日确认这正是受损的现场安装接头:42，最后在4月13日打捞。两枚固体助推器壳体共重89,233公斤，其中46,493公斤打捞上船，24,494公斤发现后未打捞，剩下18,246公斤一直下落不明:44。
3月7日，空军潜水员发现很可能是乘组舱的碎片，次日由“保护者号”潜水员确认:51。乘组舱的破坏程度表明航天飞机刚爆炸时舱体基本完好，但撞击海面破坏非常严重。乘组遗体因撞击和入水严重损伤，没有完整的尸体。“保护者号”多次往返把打捞的碎片和遗体送到港口，直到4月4日继续打捞乘组舱:51。打捞期间贾维斯的遗体漂走，4月15日才找到，此时距其他尸体身份确认已过去好几星期。尸体运到港口后由美军病理学研究所病理学家确认身份，但无法判断任何人的确切死因。布里瓦德县法医拒绝签发死亡證，质疑将遗体移交美国军方验尸是否合法，最终乘组死亡证明由航空航天局官员发布。
首批打捞碎片包括用来把跟踪和数据中继卫星送入轨道的惯性上面级:51，地面人员一度担心是惯性上面级提前点火导致惨剧，但没有证据表明实情如此:50。三台航天飞机主发动机的碎片在2月14至28日回收:51，分析结果与功能正常的发动机突然断绝液氢供应相符。深水回收作业持续到4月29日，小规模浅海回收一直坚持到8月29日:53。1996年12月17日，两块轨道器碎片漂上可可比奇海滩。除有机体外所有回收的“挑战者号”碎片均埋入卡纳维拉尔角空军基地31和32号导弹发射井。

### 葬礼
1986年4月29日，遇难乘组遗体从肯尼迪航天中心装上洛克希德C-141“星”式运输机送到特拉华州多佛空軍基地军用太平间，灵柩上均覆盖美国国旗，由航天员护送经过仪仗队。遗体送到基地后移交家属，斯科比与史密斯葬在阿灵顿国家公墓，鬼塚承次在夏威夷州檀香山太平洋国家纪念公墓长眠。麦克内尔原本葬在南卡罗来纳州莱克城休憩草坪纪念园，后迁至同城的罗纳德·麦克内尔博士纪念园。麦考利芙埋在新罕布什尔州康科德各各他墓地，贾维斯火化后骨灰撒入太平洋。其他身份不明的遗骸1986年5月20日葬入阿灵顿公墓“挑战者号”航天飞机纪念堂。

## 公众反应

### 白宫
美国总统罗纳德·雷根原定在“挑战者号”发射当晚公布1986年国情咨文，但随着惨剧发生，他与助手讨论后推迟国情咨文，在椭圆形办公室向全国演说。1月31日，总统与第一夫人南希赶到林登·约翰逊太空中心出席纪念乘组追悼会并讲话。空军乐队在追悼会演唱《天佑美国》，航空航天局数架T-38教练机按传统排成缺席隊形从现场上空飞过。

1986年1月31日，雷根总统与第一夫人南希（左）出席遇难乘组追悼会

美国政界人士在事发后不久质疑白宮幕僚長唐纳德·雷根、白宫通讯联络办公室主任帕特·布坎南等白宫官僚向航空航天局施压，要求在1月28日国情咨文前发射“挑战者号”，铺垫涉及航天飞机的总统演说。白宫同年3月公布原版国情咨文稿件副本，表明里根原计划邀请他人前往现场，演说简要提及此人设计并计划在航天飞机开展的X射线实验，此外没有进一步谈论“挑战者号”发射。总统在推迟到2月4日的国情咨文谈到遇难乘组，把涉及X射线实验的语句改为说明“挑战者号”“发射后失敗”。1986年4月，白宫发布报告认定行政部门没有为赶在国情咨文前发射航天飞机向航空航天局施压。

### 传媒报道
有线电视新闻网(CNN)向全国报道“挑战者号”发射及失事。为宣传麦考利芙所属太空教师计划，航空航天局安排全美大量儿童在学校观看发射实况。传媒对事故兴趣激增，发射当天肯尼迪航天中心共有535名记者，三天后增至1467人。事故发生后，航空航天局因未安排关键人员向媒体公布消息受批评。得不到确切信息的媒体一度发表文章，推断爆炸是外储箱引起。事发后近四分之一个世纪里，只有有线电视新闻网在发射场范围拍下的“挑战者号”发射与失事过程為公眾所知，之后才有其他专业或业余拍摄片段陆续公布。

### 工程案例研究
“挑战者号”事故是安全工程、检举伦理、传播与集体决策、團體迷思风险等领域的研究案例。博伊斯乔与麦克唐纳为倡导职业场所决策责任和工程道德发声。信息设计师爱德华·塔夫特主张，工程人员沟通不力且解释太过复杂是“挑战者号”惨剧的根本原因，只要证明发射环境气温和O形环侵蚀程度密切关联就足以说明寒冷天气发射的潜在风险。博伊斯乔提出质疑，认为实际情况并不像塔夫特所言那么简单，没那么容易找足数据证明。

## 罗杰斯委员会
“挑战者号”航天飞机事故调查总统委员会2月6日成立，因主席威廉·P·罗杰斯又称罗杰斯委员会:206，其他委员包括副主席尼尔·阿姆斯特朗、大卫·坎皮恩·艾奇逊、尤金·科弗特、理查德·費曼、罗伯特·霍茨、唐纳德·库蒂纳、萨莉·莱德、罗伯特·鲁梅尔、乔·萨特、亚瑟·沃克、艾伯特·惠伦、查克·葉格:iii-iv。
委员会召开听证会讨论航空航天局事故调查、航天飞机项目、赛奥科不顾O形环安全隐患建议发射等问题。2月15日，罗杰斯声明委员会调整职能独立调查“挑战者号”事故以免受航空航天局内部流程和问题影响。委员会设立四个调查组研究失事任务各方面：库蒂纳领导事故分析组根据打捞作业和测试数据判断事故确切原因；萨特为首的开发生产组调查航天飞机各部件承包商及其与航空航天局的交流互动；艾奇逊带领发射前活动组关注在肯尼迪航天中心开展的最终装配过程和发射前活动；莱德带头任务规划与行动组审视任务开发前的规划过程，以及乘组安全潜在问题和航空航天局是否受到压力坚持发射日程。委员会在四个月间访谈160余人，举行至少35场调查会议，调查涉事航空航天局工作人员、承包商雇员、支持人员六千余人:206−208，最后在6月6日公布报告:iii-iv。

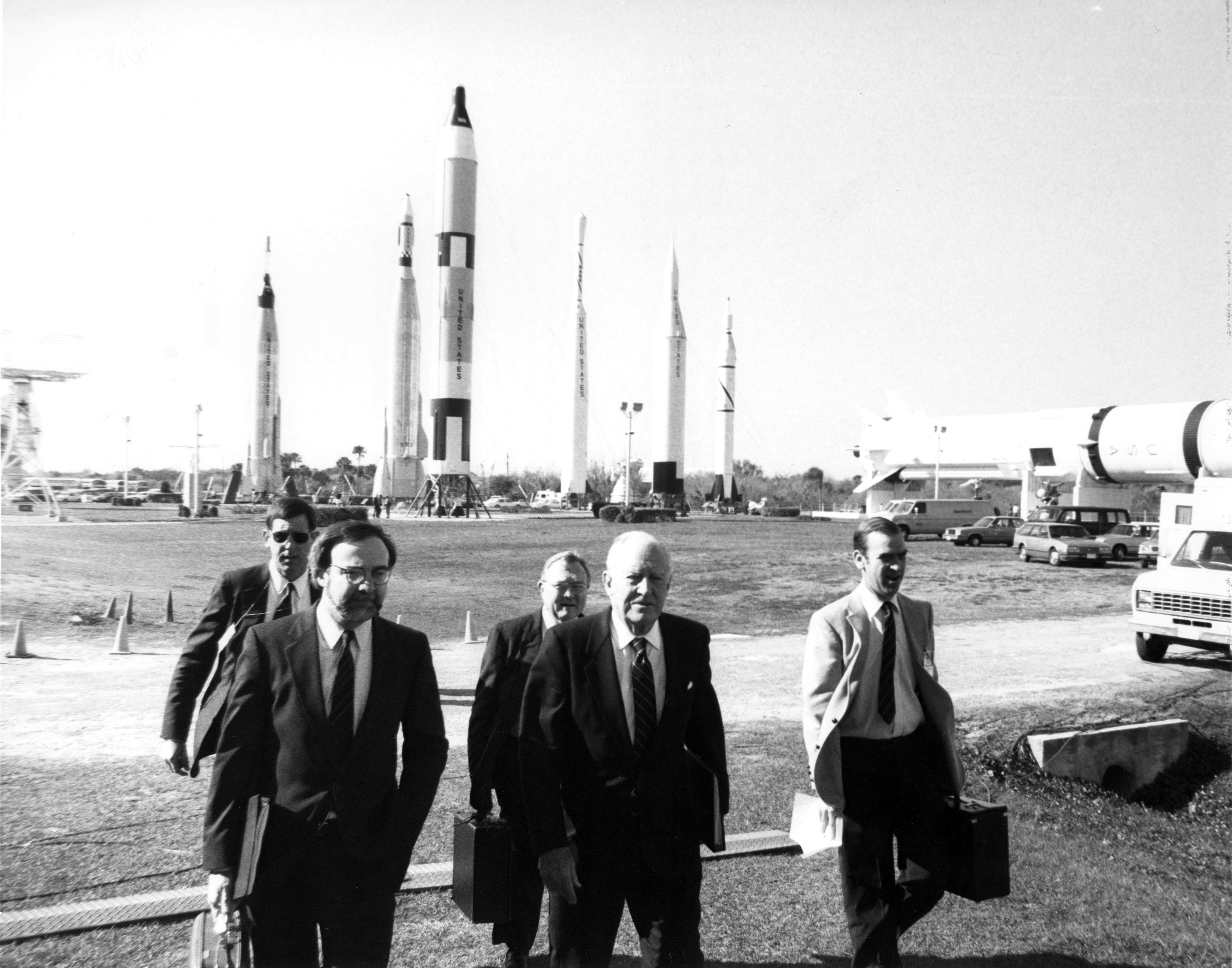
罗杰斯委员会成员抵达肯尼迪航天中心

委员会认定事故是由炽热气体穿过右侧固体助推器现场安装接头的O形环引发，没有证据表明还有其他因素:71。报告指出，安装接头材料对温度和负载变化非常敏感，说明初使设计考虑不周，存在重大缺陷:73。文中批评航空航天局和赛奥科对接头潜在危险的证据视而不见，航空航天局根本没有评估潜在影响就接受O形环侵蚀风险:149，机构对安全问题的态度和管理结构都不足以合理汇报、分析、防范飞行问题:162。报告进一步阐明，航空航天局急于提升任务频率，由此构成的压力对各任务培训量、质量控制、维修作业不利:177。
委员会提出大量旨在提升航天飞机项目安全程度的建议，如重新设计固体助推器接头，防止气体经过O形环；重组航天飞机项目管理层，防止项目主管受到最后期限的压力而危及安全，而且管理层应有航天员介入，以期更加妥善地解决乘组安全问题。报告提出设立直接向航空航天局长汇报的安全办公室，监督航空航天局项目所有影响安全、可靠程度、质量保证职能的事务。此外，委员会针对轨道器整体安全与维护需求建议增加受控滑翔时乘组逃生的手段。:198–200
诺贝尔物理学奖得主费曼在2月11日电视转播的听证会上用冷水和橡胶证明低温会令橡胶失去弹力，引起传媒关注。费曼主张在委员会报告更加严厉地批评航空航天局，多次与罗杰斯意见相左，还以拒绝签字威胁要求报告纳入他对航天飞机可靠程度的个人见解，这些内容最后写入附录F。费曼执笔的附录称赞航天飞机开发在工程和软件领域成就显著，但除固体助推器外，航空电子设备、航天飞机主发动机等许多部件都比航空航天局原本预计的更危险、更容易诱发事故。

### 美国众议院委员会报告
美国众议院科技委员会调查事故并在10月29日公布报告:i。该委员会有权决定是否向航天飞机项目拨款，调查期间还检视罗杰斯委员会的报告。科技委员会认可罗杰斯委员会对事故由固体助推器安装接头故障引发、航空航天局与赛奥科对多番警示和固体助推器风险置若罔闻的判断，进而强调其他航天飞机部件也存在安全问题，建议审查所有关键功能的风险管理。:2–5

## 航空航天局响应

### 重新设计固体助推器
航空航天局根据罗杰斯委员会报告在独立监督组督导下重新设计固体助推器，后起名再设计固体火箭发动机:198:III-101。新设计接头在与U形夹内壁结合的柄脚上新增捕获功能，能把“挑战者号”事故时发生的节点旋转几率降至一成五；捕获功能件与U形夹间空隙另以O形环密封。如果还是发生节点旋转降低U形夹内壁任何一边的密封效果，另一边的效果就会增强。接头内新增加热器，确保O形环温度一致且不会太低。:429–430再设计固体火箭发动机1987年8月30日首度测试，次年四月和八月测试时有意令炽热气体通过接头处，以便工程人员评估新接头能够防止节点旋转。测试通过后，新设计获许装上航天飞机。:III-101

### 航天飞机改装
除固体助推器外，航空航天局还提升航天飞机其他部件的安全标准，更新关键项目清单和航天飞机主发动机故障模式外，施行18项硬件调整。主发动机最大推力限制在104%，只有中止任务时才能升至109%。:II-172起落架经过变更，提升航天飞机降落时的转向和驾驶功能:III-104。航空航天局加入乘组逃生功能，航天员在侧舱门弹出后把滑杆伸出轨道器，从滑杆离开再打开降落伞以免直接跳出时遭轨道器撞击。轨道器软件更新后，即便乘组全部逃生也能维持稳定飞行。:III-103上述逃生手段不足以在“挑战者号”事故时挽救乘组生命，而是针对另一起航天飞机紧急情况新增:III-102。

### 安全与任务保证办公室
航空航天局设立安全与任务保证办公室，并按罗杰斯委员会要求由直接向局长汇报的副局长负责:199。“挑战者号”飞行指导格林担任新办公室安全部主任。2003年“哥伦比亚号”航天飞机失事后，哥伦比亚号事故调查委员会认定航空航天局设立的安全与任务保证办公室在安全监督方面仍然不够独立:178，委员会进一步指出，航空航天局的管理文化对安全重视不够，进而导致“挑战者号”与“哥伦比亚号”惨剧:195。

### 太空教师计划
麦考利芙所在的太空教师计划因“挑战者号”失事于1990年取消，航空航天局1998年提出教育家航天员计划，与太空教师计划的主要区别在于新计划旨在把教师训练成专业航天员并授受任务专家培训，参与老计划的教师只需临时充当有效载荷专家，任务完成后回课堂教学。芭芭拉·摩根是麦考利芙的替补，1998年入选第17组宇航员并随STS-118任务飞上蓝天。:III-116

### 航天飞机复飞
罗杰斯委员会批评航空航天局每年发射24次航天飞机的目标不切实际，产生不必要的发射压力:165。里根总统1986年8月批准新建轨道器取代“挑战者号”，后起名“奋进号”。新轨道器次年开建，1990年完成，1992年5月首飞执行STS-49任务。里根还宣布今后商务卫星以商用一次运载火箭发射，不再由航天飞机部署。商务卫星改用一次运载火箭发射后，航空航天局就不需再为满足客户需要启动航天飞机载人任务。
“挑战者”失事后，航天飞机停飞两年零八个月等待调查、再设计、重组。1988年9月29日，發現號太空梭装载五名资深航天员从39B号发射台升空，执行STS-26任务。机上载有跟踪和数据中继卫星TDRS-3，用于补充随“挑战者号”损失的卫星。发射采用重新设计的助推器，乘组在上升和再入期间身着压力航天服。任务顺利完成后航天飞机复飞。

## 纪念与影响

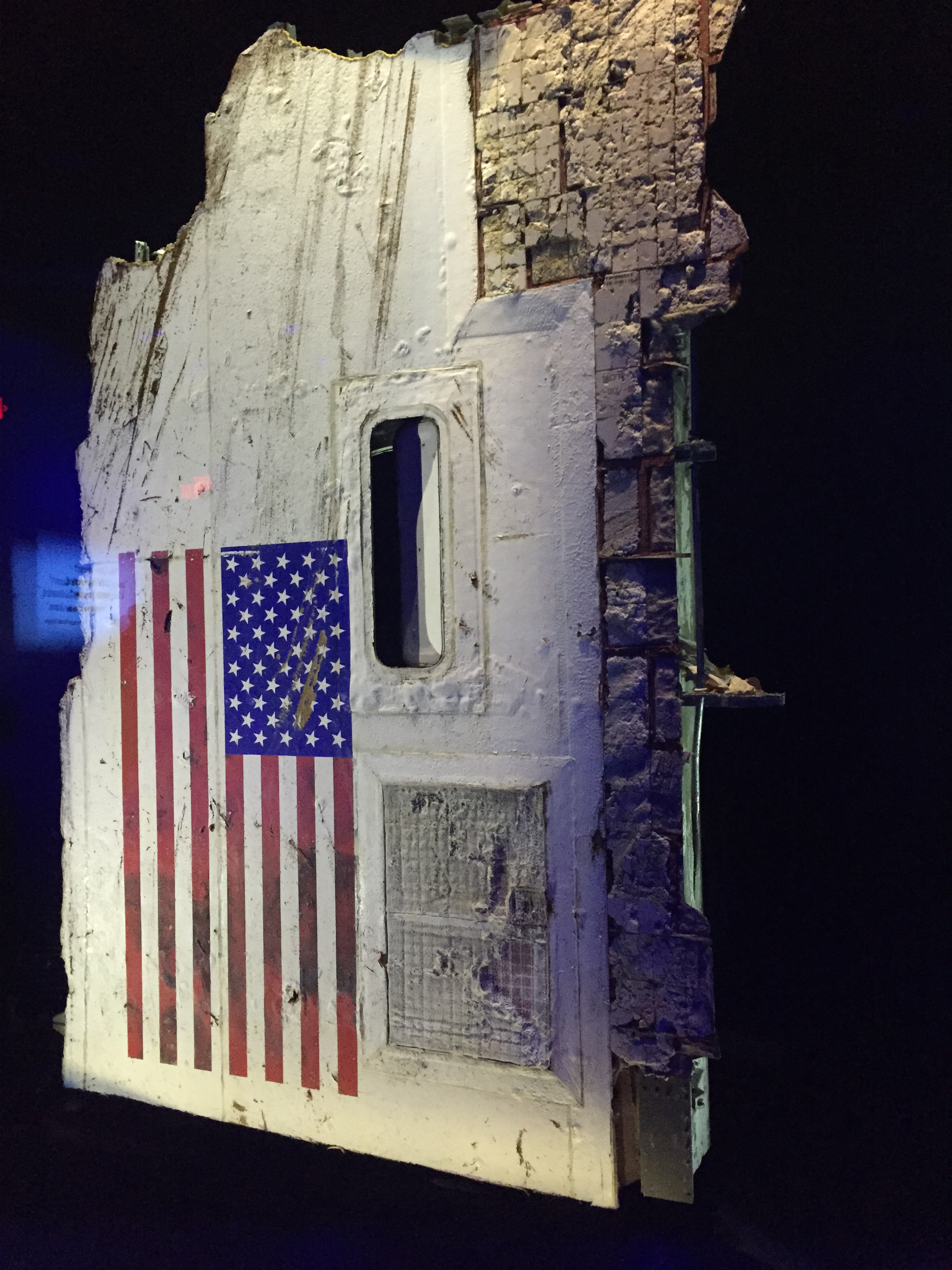
肯尼迪航天中心展出“挑战者号”机身碎片

美国总统乔治·沃克·布什2004年向“挑战者号”与“哥伦比亚号”事故丧生的14名航天员追授國會太空榮譽勳章。1987年，美國國會大廈布鲁米迪走廊空白椭圆装饰框贴上画布，上有查尔斯·施密特绘制的“挑战者号”乘组肖像。肯尼迪航天中心游客区2015年7月举办《永远铭记》展览，展品包括长3.7米的“挑战者号”回收机身碎片。航空航天局长查尔斯·伯尔登与遇难乘组的家人出席展览开幕式。:III-97林登·约翰逊太空中心航天员纪念林为“挑战者号”、阿波罗1号、“哥伦比亚号”事故的每位遇难航天员栽有纪念树。七颗小行星以“挑战者号”遇难乘组命名，分别是3350斯科比、3351史密斯、3352麦克利芙、3353贾维斯、3354麦克内尔、3355鬼塚、3356蕾斯尼克，小行星中心1986年3月26日公布获批命名项（M.P.C. 10550）。1988年，國際天文聯會用七人姓氏为月球背面阿波罗盆地的七个陨石坑起名。苏联用麦考利芙和蕾斯尼克为两个金星陨石坑取名。
加利福尼亚州帕羅奧圖皮尔斯公园包含挑战者号纪念林，内有1985年经“挑战者号”STS-51-F任务带上太空的种子所栽红衫。许多学校和街道改名包含遇难乘组姓氏。1990年，洛杉矶小东京立起一比十的“挑战者号”发射状态模型。桑格雷·德克里斯托山脉高峰更名挑战者峰纪念失事任务。新罕布什尔州康科德的科学博物馆和天文馆麦考利芙－谢泼德发现中心名称旨在纪念当地高中教师麦考利芙和首位美国太空人艾伦·谢泼德。“挑战者号”遇难乘组家属成立非营利教育组织挑战者号太空教育科学中心。
“挑战者号”失事时搭载的美国国旗由科罗拉多州莫纽门特514童军大队赞助，打捞上岸时还完好无损地封在塑料容器里，后得名“挑战者号旗”。鬼塚承次带上航天飞机的足球和个人物品打捞上岸，美国航天员谢恩·金布拉夫后随远征49任务将足球带上国际空间站，如今在鬼塚承次子嗣就读的克利尔湖高中展示。

## 出版媒体

### 图书
“挑战者号”失事后几年间，许多探讨事故原因、后续调查与变更的书籍面世。曾目睹事故的新闻工作者马尔科姆·麦康奈尔1987年出版《挑战者号——重大故障：政治、贪婪、人员、失误的真实故事》，该书因倡导阴谋论遭遇批评，主张航空航天局长詹姆斯·弗莱彻出于私心把合同授予故乡犹他州企业赛奥科:588。约瑟夫·特伦托同年出版《灾难处方：从阿波罗的荣耀到航天飞机背叛》，宣称航天飞机项目一开始就存在缺陷且有政治目的:588–589。1988年费曼出版回忆录《你干吗在乎别人怎么想》，后半部讨论罗杰斯委员会经历和与库蒂纳的交情:594。
多年后仍有关注事故的图书出版。黛安·沃恩1996年发表《挑战者号发射决策：美国国家航空航天局的风险技术、文化与越轨行径》，认为航空航天局在结构和任务制约下形成接受风险的氛围，进而导致灾难，而不单是航天飞机项目管理有问题:591–592。克劳斯·延森同年出版《下行链路中断：挑战者号事故与我们时代的戏剧论述》，主要探讨事发前火箭技术的发展，但因缺乏原创研究、过于依赖二手来源挨批:592。麦克唐纳与太空史学家詹姆斯·汉森合作撰写的回忆录《事实、谎言与O形环：挑战者号航天飞机灾难内幕》2009年出版，着重描绘他在“挑战者号”发射、失事、调查期间的作用，批评航空航天局与赛奥科领导层罔顾工程人员针对O形环的警示决意发射。

### 影视
美国广播公司1990年2月25日首播電視電影《挑战者号》，巴瑞·波斯威克与凯伦·阿兰分别扮演斯科比和麦考利芙。影片批评航空航天局，正面描绘反对发射的工程人员，但史密斯、麦克内尔、鬼塚承次的遗孀批评剧情与事实不符。英国广播公司2013年3月18日播映文獻紀錄片《挑战者》，威廉·赫特饰演费曼，讲述事故原因调查过程。2019年1月25日发行的电影《挑战者号之殇》由内森·范明登执导，描绘发射决策过程但人物为虚构。
歷史頻道紀錄片《塑造美国的时日》第一集便围绕“挑战者号”失事展开。史蒂文·莱卡特与葛伦·齐珀制作的电视纪录剧2020年9月16日在Netflix播出，主要内容是参与发射决策的航空航天局和赛奥科人员访谈，主张事故源于决策程序缺陷，本来可以避免。